# Podhom
Podhom je naselje v Občini Gorje.